# Zeblasjoch
Zeblasjoch är ett bergspass i Österrike.   Det ligger i distriktet Landeck och förbundslandet Tyrolen, i den västra delen av landet, 500 km väster om huvudstaden Wien. Zeblasjoch ligger 2 401 meter över havet.
Terrängen runt Zeblasjoch är varierad. Runt Zeblasjoch är det mycket glesbefolkat, med 5 invånare per kvadratkilometer.. Närmaste större samhälle är Pfunds, 19,3 km öster om Zeblasjoch. 
Trakten runt Zeblasjoch består i huvudsak av gräsmarker.